# Lila köd
 A részt David Straiton rendezte. 2006. szeptember 19-én mutatták be az amerikai Sci-Fi Channelen.

## Történet
A város lakói személyiségüktől eltérően kezdenek viselkedni, és ez talán összekapcsolható a tudat alatti impulzusaikkal.
|  | Alább a cselekmény részletei következnek! |

Jack rátalál Henryre, aki nagyon fáradt és épp a város P.A. antennáját frissíti késő délután. Később Carter sherif megszakítja a  Fargo és Seth között zajló szomszédsági vitát, ezt mondva: "Ha vissza kell jönnöm, hozok egy kábító pisztolyt és gyomirtót". Hazamegy a bunkerbe, hogy pihenhessen a hosszú nap után. Az éjszaka folyamán a városban mindenki elájul a bunkert kivéve. Mikor Carter felkel a következő reggel, észreveszi, hogy mindenki a fejte tetejére állt, az emberek nem önmaguk. Jo pezseg és laza az irodában; Henry ellenséges és ideges; Allison késik a munkahelyéről és abbahagyja a munkáját; később megpróbálja elcsábítani Cartert; és Beverly P.A.-t használva felfedi mindenki titkát az egész város előtt, ábécé sorrendben. Az egyedüli, akire nem voltak hatással a történtek az Jack és Zoe. Carter bezárja a városlakók többségét a seriff irodában, amíg ki nem találja, hogy mi történt. A probléma Seth növényeihez vezethető vissza, egy hibridre, amit ő termesztett ki és "Necrosomnium"-nak nevezte el. Éjjel a virágzó növények spóráinak elterjedése furcsa hatással volt a városlakókra, amit Jack megpróbált megállítani azzal, hogy felégeti a növényeket. De az alulöltözött Taggart megállítja, aki leüti egy lapáttal, majd ezt mondja: természet egy, ember nulla. Carternek végül sikerül mindent megoldania, és a városlakók bocsátatot kérnek egymástól. De Henry közli, hogy elhagyja Eurekát.